# Аполец
Апо́лец — деревня в Холмском районе Новгородской области, входит в Тогодское сельское поселение. Площадь земель относящихся к деревне — 32 га.
Деревня расположена близ административной границы с Тверской областью, на Валдайской возвышенности, на высоте 148 м над уровнем моря, к северо-западу от деревни Верхний Аполец, что входит в Аксёновское сельское поселение (Тверская область).
В деревне есть отделение почтовой связи, магазин Холмского райпо, фельдшерско-акушерский пункт.

## История
В списке населённых мест Демянского уезда Новгородской губернии за 1909 год село Аполец, деревня Аполец (Воронье Крыло) и погост Аполец указаны как относящиеся к Велильской волости уезда. Население села Аполец, что было тогда на земле как Акуловского сельского общества, так и других лиц — 67 жителей: мужчин — 26, женщин — 41, число жилых строений — 13. В деревне Аполец (Воронье Крыло), что тогда находилась на земле Акуловского сельского общества, жителей было 28 (мужчин − 11, женщин — 17), жилых строений было 6. На погосте Аполец, что тогда был на церковной земле, числились: 21 житель (11 — мужчин и 10 женщин), строений — 4 (в том числе жилых — 3). В XIX веке на погосте Аполец была выстроена каменная церковь Казанской иконы Божией Матери. Также на погосте была школа и имелись торговые ряды, где 9 (22) мая и 6 (19) декабря проходили ежегодные ярмарки. В деревне Аполец (Воронье Крыло) имелись две школы — земская и церковно-приходская, две лавки. В деревне 8 (21) июля проходила ежегодная ярмарка. В селе Аполец имелась церковь, фельдшерский пункт, земская конная станция, две мелочных лавки и казённая винная лавка.
Также имелась Никольская усадебная церковь в сельце Вороньем Крыле в Апольцах, что прежде было центром центром усадьбы, основанной в 1487…1495 гг.
Население деревни по переписи населения 1926 года — 161 человек. До 31 июля 1927 года деревня в составе Велильской волости Демянского уезда Новгородской губернии РСФСР, а затем с 1 августа в составе Аполецкого сельсовета новообразованного Молвотицкого района Новгородского округа Ленинградской области. По постановлению ЦИК и СНК СССР от 23 июля 1930 года Новгородский округ был упразднён, а район перешёл в прямое подчинение Леноблисполкому. С 6 сентября 1941 года до 1942…1943 гг. Молвотицкий район был оккупирован немецко-фашистскими войсками. Указом Президиума Верховного Совета РСФСР от 19 февраля 1944 года райцентр Молвотицкого района был перенесён из села Молвотицы в село Марёво. Указом Президиума Верховного Совета СССР от 5 июля 1944 года была образована Новгородская область и Молвотицкий район вошёл в её состав.
Во время неудавшейся всесоюзной реформы по делению на сельские и промышленные районы и парторганизации, в соответствии с решениями ноябрьского (1962 года) пленума ЦК КПСС «о перестройке партийного руководства народным хозяйством» с 10 декабря 1962 года были образованы, в числе прочих, крупные Демянский и Холмский сельские районы, а 1 февраля 1963 года административный Молвотицкий район был упразднён. Аполецкий сельсовет тогда вошёл в состав Холмского сельского района. Пленум ЦК КПСС, состоявшийся 16 ноября 1964 года восстановил прежний принцип партийного руководства народным хозяйством, после чего Указом Верховного Совета РСФСР от 12 января 1965 года сельские районы были преобразованы вновь в административные районы и решением Новгородского облисполкома № 6 от 14 января 1965 года и Аполецкий сельсовет и деревня в Холмском районе. Решением Новгородского облисполкома № 300 от 25 августа 1983 года центр Аполецкого сельсовета из деревни Аполец был перенесён в деревню Тогодь переданную из Каменского сельсовета.
До 1990 года в деревне Аполец была школа, которая затем была переведена в Тогодь. Аполецкая церковь Казанской иконы Божией Матери с 1991 года передана верующим и является действующей, несмотря на её состояние и ныне восстанавливается.
По результатам муниципальной реформы деревня входит в состав муниципального образования — Тогодское сельское поселение Холмского муниципального района (местное самоуправление), по административно-территориальному устройству подчинена администрации Тогодского сельского поселения Холмского района.